# Емірейтс (стадіон)
«Еміре́йтс» (англ. Emirates) — футбольний стадіон у Лондоні, домашній стадіон лондонського «Арсеналу». Вміщує 60 704 глядачів, п'ята за кількістю місць футбольна арена Англії.
У 1997 році «Арсенал» почав вивчати можливість переїзду на новий стадіон, після того як отримав від місцевої ради боро Ізлінгтон відмову в дозволі на розширення свого домашнього стадіону «Гайбері» . Після розгляду різних варіантів (зокрема придбання стадіону «Вемблі») клуб у 2000 році придбав промислову ділянку в Ешбертон-гроув. Через рік було отримано дозвіл ради на будівництво стадіону на цьому місці; головний тренер Арсен Венгер назвав це «найбільшим рішенням в історії «Арсенала» відтоді, як було призначено Герберта Чепмена. Робота над переселенням почалася в 2002 році, але фінансові труднощі затримали будівництво до 2004 року. Проєкт стадіону вартістю 390 мільйонів фунтів стерлінгів був повністю завершений у 2006 році. Колишній стадіон клубу був перепланований у житловий комплекс «Гайбері Сквер».
Стадіон ще іноді ще називають «Ешбертон Гроув» за назвою дороги, на якій він розташований. У 2004 році права на назву нового стадіону придбала авіакомпанія «Емірейтс».

Стадіон зовні, 2023 рік